# Charles Owen (Pianist)
Charles Owen (* 1971) ist ein britischer Pianist, der auch als Hochschullehrer tätig ist
Owen studierte an der Yehudi Menuhin School bei Seta Tanyel und setzte seine Ausbildung am Royal College of Music bei Irina Zaritskaya fort. In dieser Zeit gewann er die Silbermedaille bei der Scottish International Piano Competition 1995, war 1996 Finalist der London Philharmonic/Pioneer Young Soloist of the Year Competition und gewann 1997 gemeinsam mit der Geigerin Katherine Gowers den Parkhouse Award. Schließlich vervollkommnete er seine Ausbildung bei Imogen Cooper. Er ist Professor für Klavier an der Guildhall School of Music and Drama.
Als Pianist trat Owen u. a. bei den Festivals von Aldeburgh, Bath, Cheltenham, Leicester und Perth in Australien auf und spielte Konzerte unter der Leitung von Dirigenten wie Mark Elder, Ryan Wigglesworth, Nicholas Collon und Martyn Brabbins. Zu seinen zahlreichen Kammermusikpartnern zählen die Geiger Sarah Chang, Antje Weithaas, Chloe Hanslip, Henning Kraggerud, Jack Liebeck, Renaud Capuçon und Catherine Leonard und die Cellisten Adrian Brendel, Natalie Clein, Guy Johnston, Paul Watkins und Tim Hugh.
Sein erstes Soloalbum mit Klavierwerken Leoš Janáčeks erschien 2004 und wurde vom The Penguin Good CD Guide als Schlüsselaufnahme des Jahres aufgenommen. Das im gleichen Jahr entstandene Album mit Werken Francis Poulencs wurde 2005 für einen Classical BRIT Award nominiert. Mit Natalie Clein nahm er Werke für Cello und Klavier von Johannes Brahms, Sergei Rachmaninow und Fryderyk Chopin auf und mit Katya Apekisheva Suiten von Rachmaninow. Die Uraufführung von Jonathan Doves Klavierquintett mit dem Sacconi Quartet wurde im August 2017 die Aufnahme des Monats der Zeitschrift Gramophone.

## Weblink
- Website von Charles Owen